# Светско првенство у рагбију 1995.
Светско првенство у рагбију 1995. (службени назив: 1995 Rugby World Cup) је било треће светско првенство у рагбију 15 које се одржало у Јужноафричкој Републици. Било је ово једино светско првенство, где су све утакмице игране у само једној земљи. Ова велика спортска манифестација имала је и значајан политички значај. Био је ово први велики спортски догађај у Јужној Африци после укидања апартхејда. О светском првенству 1995., направљен је и филм Invictus, са холивудском звездом Метом Дејмоном у главној улози.
Такође, ово је било прво светско првенство на коме је учествовала рагби репрезентација ЈАР, јер јој је раније светска рагби федерација забрањивала учешће због апартхејда. Било је ово последње светско првенство у рагбију, у такозваној аматерској ери рагбија 15. Само два месеца после овог трећег светског првенства, рагби јунион је постао професионални спорт.
У финалу су рагбисти ЈАР савладали највећег ривала Нови Зеланд после продужетака са 15-12, захваљујући дроп кику Џоела Странског. Нелсон Мендела је уручио трофеј Веб Елис, капитену "Спрингбокса" Френсоису Пиенару. На овом светском првенству доминирао је тада млади Џона Лому и са 7 есеја се афирмисао у рагби свету. Громада од човека са 196 цм и 120 кг у мишићима и са невероватном брзином за своју тежину, био је незаустављив на крилу и натерао је многе људе чак и у Србији да се заљубе у рагби спорт.

## Избор домаћина
Светска рагби федерација изабрала је да Јужноафричка Република буде домаћин трећег светског првенства у рагбију. До укидања апартхејда, само су припадници беле расе играли рагби у Јужноафричкој Републици, док су припадници црне расе углавном играли фудбал.

## Квалификације
Рагби јунион је тада још увек био аматерски спорт. 8 репрезентација обезбедиле су учешће захваљујући пласману у четвртфинале на претходном светском првенству 1991. Јужноафричка Република је учествовала као домаћин, а осталих 7 репрезентација су морале да се изборе за своје место кроз квалификације. Из Африке пласирала се Обала Слоноваче, из Европе Румунија, Италија и Велс. Са Америчког континента ту је била Аргентина, из Азије Јапан, а из Океаније Тонга. Учешће у квалификацијама узела је рагби репрезентација СР Југославије. 
| Регион                              | Квалификације |
| ----------------------------------- | ------------- |
| Европа                              | 7             |
| Јужна Америка                       | 1             |
| Северна, Централна Америка и Кариби | 1             |
| Азија                               | 1             |
| Африка                              | 2             |
| Океанија                            | 4             |

### Репрезентације које су се квалификовале
На светском првенству у рагбију 1995. је укупно учествовало 16 репрезентација, а то су:
| Африка - Јужноафричка Република - Обала Слоновача Северна Америка, Средња Америка и Кариби - Канада Јужна Америка - Аргентина | Азија - Јапан Европа - Енглеска - Француска - Ирска - Велс - Шкотска - Италија - Румунија | Океанија - Аустралија - Нови Зеланд - Самоа - Тонга |

## Стадиони
Утакмице светског првенства у рагбију 1995., играле су се на 9 стадиона широм Јужноафричке Републике:
- Стадион Елис парк - 63.000
- Стадион Лофтус Версфелд - 50.000
- Стадион Њулендс - 50.000
- Кингс Парк стадион - 50.000
- ЕПРУ стадион - 38.950
- Стадион Фри стејт - 40.000
- Олимпија парк - 30.000
- Бафало сити стадион - 22.000
- Дени кревен стадион - 16.000

## Групе
Група А
- Јужноафричка Република
- Аустралија
- Канада
- Румунија

Група Б
- Енглеска
- Самоа
- Италија
- Аргентине

Група Ц
- Нови Зеланд
- Ирска
- Велс
- Јапан

Група Д
- Француска
- Шкотска
- Тонга
- Обала Слоноваче

## Такмичење по групама
16 најбољих рагби репрезентација света биле су подељене у 4 групе. Првопласирана и другопласирана репрезентација ишле су у четвртфинале.
Група А
Јужноафричка Република - Аустралија 27-18
Канада - Румунија 34-3
Јужноафричка Република - Румунија 21-8
Аустралија - Канада 27-11
Аустралија - Румунија 42-3
Јужноафричка Република - Канада 20-0
Група Б
Италија - Самоа 18-42
Аргентина - Енглеска 18-24
Самоа - Аргентина 32-26
Енглеска - Италија 27-20
Аргентина - Италија 25-31
Енглеска - Самоа 44-22
Група Ц
Јапан - Велс 10-57
Ирска - Нови Зеланд 19-43
Ирска - Јапан 50-28
Нови Зеланд - Јапан 34-9
Јапан - Нови Зеланд 17-145
Ирска - Велс 24-23
Група Д
Обала Слоноваче - Шкотска 0-89
Француска - Тонга 38-10
Француска - Обала Слоноваче 54-18
Шкотска - Тонга 41-5
Обала Слоноваче - Тонга 11-29
Француска - Шкотска 22-19

## Елиминациона фаза
У нокаут фазу прошли су Шкотска, Француска, Ирска и Енглеска са Старог континента и Јужноафричка Република, Аустралија, Нови Зеланд и Самоа са јужне хемисфере. Јужноафричка Република је до великог финала дошла тако што је савладала Самоу, па Француску, а Нови Зеланд, тако што је елиминисао Шкотску, а затим Горди Албион. Џона Лому је против Енглеске постигао чак 4 есеја. Бронзану медаљу освојила је Француска, а у финалу ЈАР је после велике борбе савладала Ол блексе.
Четвртфинале
Јужноафричка Република-Самоа 42-14
Француска - Ирска 36-12
Енглеска - Аустралија 25-22
Нови Зеланд - Шкотска 48-30
Полуфинале
Јужноафричка Република-Француска 19-15
Нови Зеланд - Енглеска 45-29
Меч за бронзану медаљу
Француска - Енглеска 19-9
Финале
Јужноафричка Република - Нови Зеланд 15-12
| Јужноафричка Република | 15 – 12 | Нови Зеланд |
| ---------------------- | ------- | ----------- |
|                        |         |             |

| Шампион Света у рагбију 1995.    |
| -------------------------------- |
| Јужноафричка Република 1. титула |